# 메갑노사우루스
메갑노사우루스(Megapnosaurus)는 중생대 쥐라기 전기에 서식한 육식공룡으로, 이전에는 신타르수스(Syntarsus)로 불렸다. '용반류'-'수각아목'-'코엘로피시스과'에 속한다. 신타르수스의 학명은 "붙어 있는 발목"이라는 의미이고, 메갑노사우루스는 그리스어 "μεγα"(영어:big), "απνοος"(영어:not breathing, dead), "σαυρος"(영어:lizard) 3단어가 합쳐져 만들어진 것으로 "죽은 듯이 조용한 도마뱀"이라는 의미이다. 전체 몸 길이는 약 2.2 m, 체중은 13 kg정도 되었을 것으로 추정된다. 화석은 오늘날의 짐바브웨에서 발견되었다.
1. ↑  Paul, Gregory S. (2016). 《The Princeton Field Guide to Dinosaurs》. Princeton University Press. 77쪽. ISBN 978-1-78684-190-2. OCLC 985402380.